# Buprestis splendens
Buprestis splendens là một loài bọ cánh cứng trong họ Buprestidae. Nó phân bố rộng rãi nhưng phân tán từ Tây Âu đến Nga; nó hiện đã tuyệt chủng ở Đức, Áo và có thể Ukraina; nó còn tồn tại ở 3 nơi ở Tây Ban Nha, 2 nơi ở Basilicata (Ý), Nga, Ba Lan, tây nam România, Bosna và Hercegovina, Albania và có thể Hy Lạp. Nó sống ở rừng Pinus có ánh sáng mặt trời nhiều, và nó bị đe dọa tuyệt chủng bởi nạn phá rừng.

## Hình ảnh

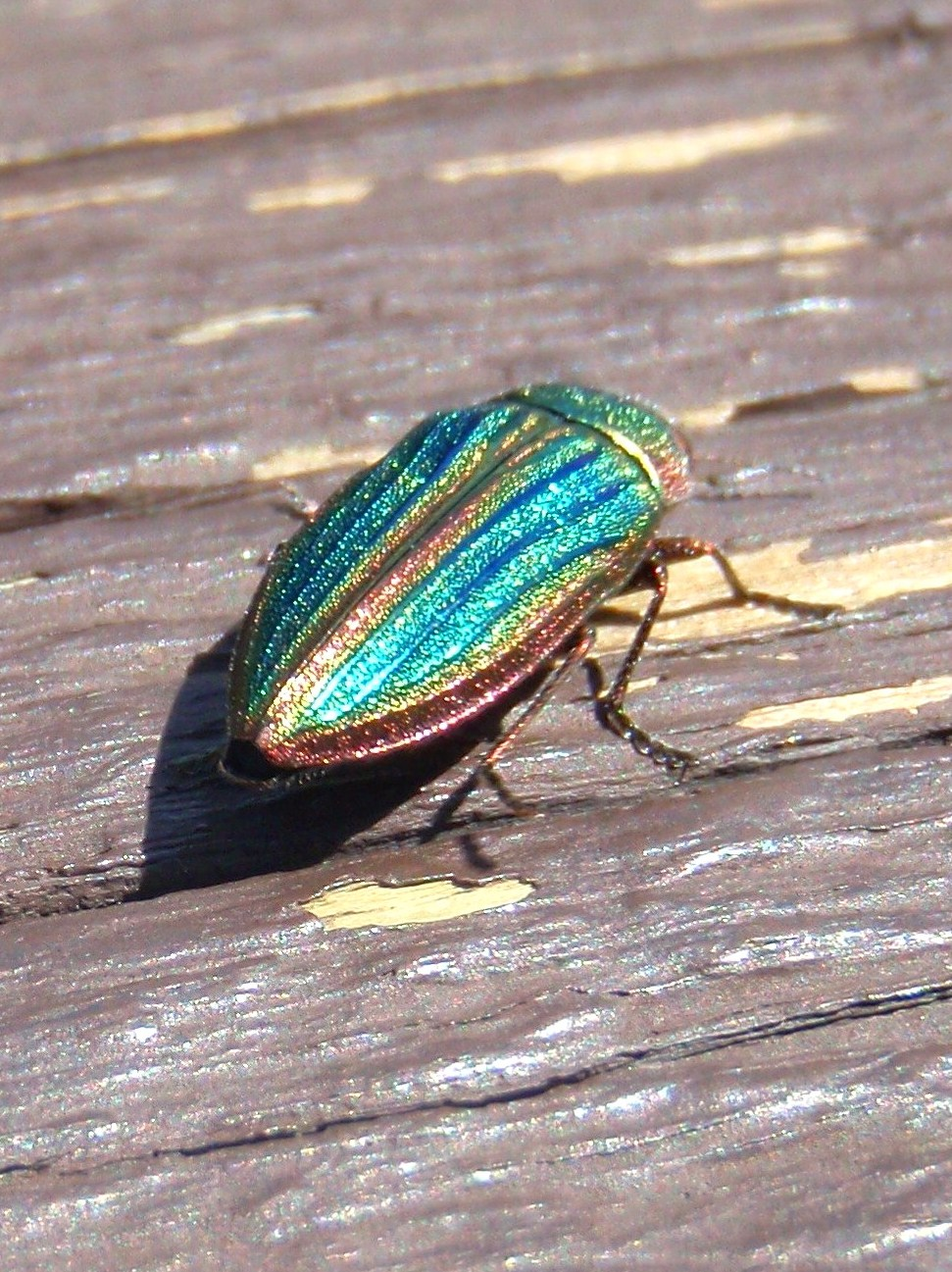
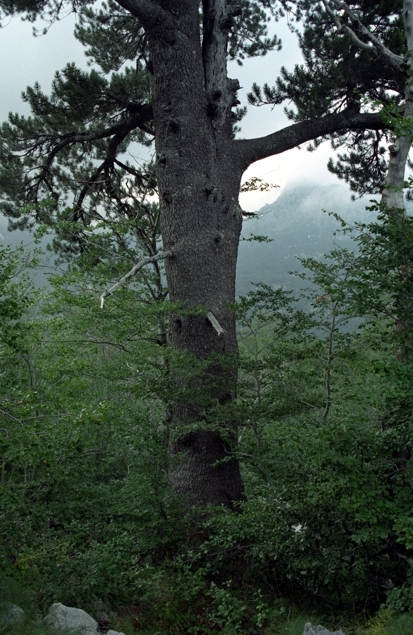